# Томица
Томица је насељено место у саставу општине Подцркавље у Бродско-посавској жупанији, Република Хрватска.

## Историја
До територијалне реорганизације у Хрватској налазила се у саставу старе општине Славонски Брод.

## Становништво
На попису становништва 2011. године, Томица је имала 479 становника.

## Попис1991.
На попису становништва 1991. године, насељено место Томица је имало 373 становника, следећег националног састава:
| Попис 1991.‍ | Попис 1991.‍ | Попис 1991.‍ | Попис 1991.‍ | Попис 1991.‍ |
| ----------- | ----------- | ----------- | ----------- | ----------- |
|             |             |             |             |             |
| Хрвати      | Хрвати      |             | 360         | 96,51%      |
| Југословени | Југословени |             | 7           | 1,87%       |
| Срби        | Срби        |             | 3           | 0,80%       |
| Мађари      | Мађари      |             | 1           | 0,26%       |
| Македонци   | Македонци   |             | 1           | 0,26%       |
| непознато   | непознато   |             | 1           | 0,26%       |
| укупно: 373 |             |             |             |             |